# Mariánskolázeňsko
Mariánskolázeňsko je dobrovolný svazek obcí v okresu Cheb, jeho sídlem je obec Tři Sekery a jeho cílem je koordinování celkového rozvoje území mikroregionu na základě společné strategie, přímé provádění společných investičních akcí, společná propagace v cestovním ruchu, společný postup při prosazování ekologické stability území, péče o památky, lidské zdroje a o zaměstnanost. Sdružuje celkem 11 obcí v okolí Mariánských Lázní a byl založen v roce 2003.

## Obce sdružené v mikroregionu
- Dolní Žandov
- Drmoul
- Mariánské Lázně
- Lázně Kynžvart
- Stará Voda
- Tři Sekery
- Trstěnice
- Valy
- Velká Hleďsebe
- Vlkovice
- Zádub-Závišín